# Gravdal i Vestvågøy
Gravdal este o localitate din comuna Vestvågøy, provincia Nordland, Norvegia, cu o suprafață de 1,25 km² și o populație de 1.587 locuitori (2013).